# Rajanpur
Rajanpur es una localidad de Pakistán, en la provincia de Punyab.

## Demografía
Según estimación 2010 contaba con 41.760 habitantes.